# Lahnasaari (ö i Lappland, Kemi-Torneå)
Lahnasaari är en ö i Finland. Den ligger i Torne älv och i kommunen Torneå i den ekonomiska regionen  Kemi-Torneå  och landskapet Lappland, i den norra delen av landet, 600 km norr om huvudstaden Helsingfors. Öns area är 1,8 hektar och dess största längd är 310 meter i nord-sydlig riktning.